# Tillämpad fysik

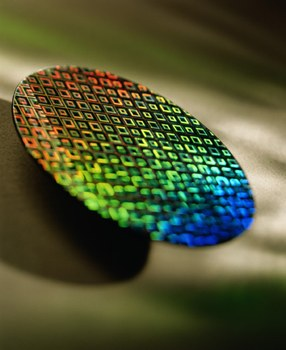
Halvledare och mikroelektronik är ett område inom tillämpad fysik. På bilden en kiselplatta.

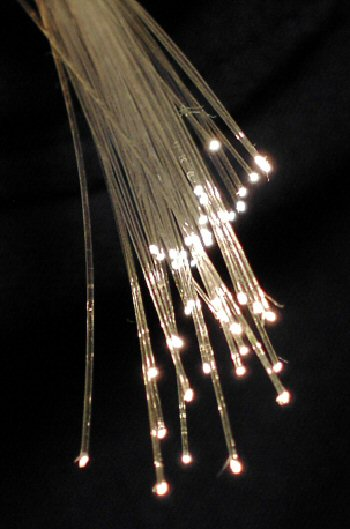
Fiberoptik och andra optiska tillämpningar är ett område inom tillämpad fysik.

Tillämpad fysik är den del av fysiken som är inriktad på tillämpningar, snarare än på grundforskning. Det är svårt att göra en exakt gränsdragning mot "annan" fysik, eftersom det har varierat över tiden vilka av fysikens kunskapsområden som leder till tillämpningar. Det är också svårt att göra en exakt gränsdragning mot ingenjörsvetenskap, eftersom många områden inom teknologin bygger på fysikalisk kunskap, exempelvis elektronik och materialvetenskap.
Tillämpad fysik står heller inte i motsats till teoretisk fysik, utan tillämpad fysik kan endera ha karaktär av teoretisk fysik (genom utnyttjande av beräkningar och simuleringar) och av experimentell fysik.
I Sverige sker utbildning och forskning i tillämpad fysik både vid de tekniska högskolorna och vid universitetens matematisk-naturvetenskapliga fakulteter. Civilingenjörsutbildningen i teknisk fysik och vissa specialiseringar inom universitetens utbildningsprogram i fysik är de svenska utbildningar som innehåller det tydligaste inslaget av tillämpad fysik.
Exempel på delområden inom fysiken som ofta kan betraktas som tillämpad fysik är:
- Akustik
- Geofysik
- Halvledarfysik
- Materialfysik
- Medicinsk fysik
- Mekanik
- Mätteknik
- Optik
- Strömningsmekanik
- Termodynamik